# Цитопатическое действие

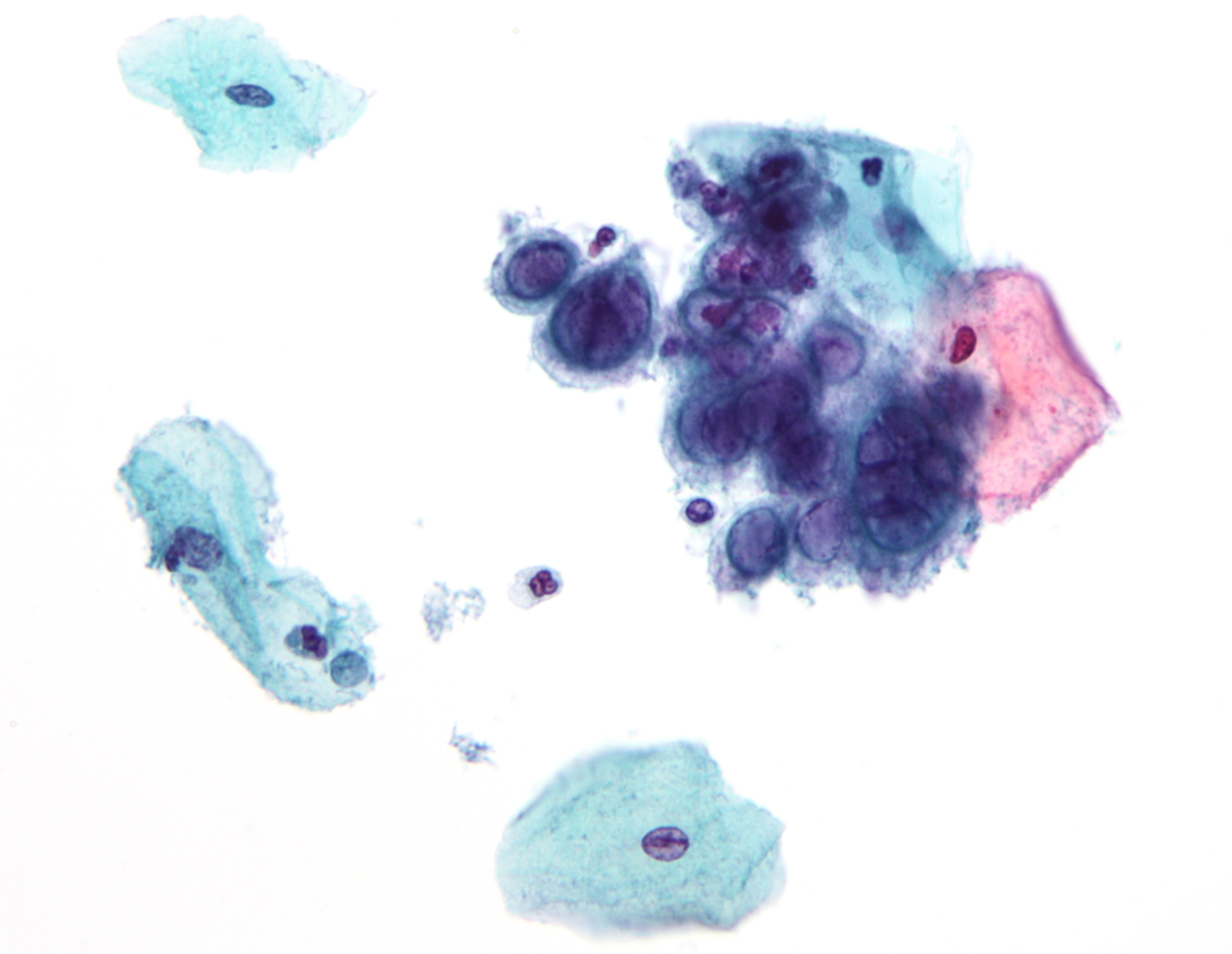
Цитопатическое действие вируса простого герпеса в тесте Папаниколау

Цитопати́ческое действие (англ. Cytopathic effect или cytopathogenic effect, CPE) — возникновение дегенеративных изменений в клеточных культурах, обычно связанное с размножением вирусов.

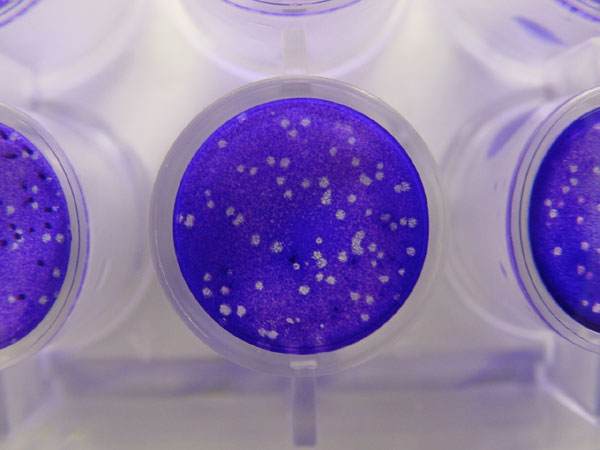
Бляшки вируса герпеса

В клеточном монослое размножение вируса можно остановить добавлением агар-агара или другого подходящего раствора полимера. В этом случае возможно формирование вирусных бляшек — участков разрушенных клеток, как правило, видимых невооружённым глазом. Метод, основанный на подсчёте бляшек, применяется для исследования вирусной инфекции, однако он довольно медленный, и не все вирусы можно вырастить на слоях клеток. Это[что?] также может вызвать мутантную репликацию ДНК-содержащего вируса, превращающую его в ретровирус, содержащий РНК.
Цитопатическое действие также может вызываться и невирусными инфекциями, например, такие изменения наблюдаются в фибробластах при болезнях зубов.